# Acanthocereus baxaniensis
Acanthocereus baxaniensis es una especie de planta fanerógama de la familia Cactaceae, que actualmente, en base a la sinopsis de la tribu Hylocereaeae de 2017, que hicieron Nadja Korotkova, Thomas Borsch y Salvador Arias, se consideraa que la especie es sinónimo de Acanthocereus tetragonus.

## Descripción
Es arbusto que crece con tallos cortos y rectos, de color gris-verde que aparecen en la base, con la edad las ramas alcanzan un tamaño de 40 a 60 centímetros de altura. Tiene 5 a 7 delgadas costillas de hasta 1,5 centímetros. Los grises areolas son de hasta 3,5 cm. La espina central es de color blanco y tiene una punta más oscura. Tiene 6 a 8 espinas radiales blanquecinas con las puntas amarillentas de 5 a 15 milímetros de largo.
Las flores tienen una longitud de hasta 11 centímetros. Los frutos, ovoides a elipsoides de color púrpura rojizo y adornado con grandes areolas con lana blanca y espinas, miden 5 cm de largo.

## Distribución
Acanthocereus baxaniensis está generalizada en Cuba.

## Taxonomía
Acanthocereus baxaniensis fue descrita por (Karw. ex Pfeiff.) Borg y publicado en Cacti 132. 1937.
Etimología
Acanthocereus: nombre genérico que deriva del griego: akantha (que significa espinoso) y cereus (vela, cirio), que se refiere a su forma columnar espinosa.
baxaniensis: epíteto geográfico que alude a su localización en Baxan en México
Sinonimia
- Cereus baxaniensis Karw. ex Pfeiff.
- Cereus baxaniensis f. pellucidus (Otto) Schelle
- Cereus ramosus Karw. ex Pfeiff.[5][6]